# After the Love Has Gone (ステップスの曲)
「After the Love Has Gone」(アフター・ザ・ラブ・ハズ・ゴーン)は、ステップスの7枚目のシングルとしてリリースされ、セカンドアルバム「Steptacular」の3枚目の曲である。この曲はグループのポップサウンドを継続しているが、明らかにアジアの音楽の影響もある。クレア・リチャーズがリードボーカルを務める。

## クリティカルな受信
オールミュージックの編集者ジョン・オブライエンは、この曲を「憂鬱なダンスポップ」と表現した。 スコットランドの新聞アバディーン・イブニング・エクスプレスは、「トレードマークのステップス・ピアノ・ビットをすべて持っている」と述べ、「Love's Got a Hold on My Heart」のように「少し響きすぎる」と述べている。 Can't Stop the Popは、このトラックの最も特徴的な要素は「東洋のナンバーとして誇りに扮した」ことだと言った。彼らはまた、その「美しい憂鬱」の歌詞を賞賛した。サンデー・ミラーは、「ステップス・クルーからより多くのABBAサウンド・アライクを入手して。しかし、このダンスルーチンは少しトリッキーだ。」

## チャートパフォーマンス
この曲はUKシングルチャートで11週間過ごし、5位でピークに達した。9週間後にトップ75から落ちたが、再び上昇し、さらに2週間トップ75の中で過ごした。

## ミュージックビデオ
この曲のミュージックビデオはユニバーサル・スタジオ・フロリダで撮影され オーランドで、アジアの影響を受けている。キャメロン・ケーシーとシモン・ブランドが監督した。グループは、チャイニーズランタンとライオンダンスの設定で、ダンスシーケンスのために翡翠の緑の衣装を着ている。

## トラックリスト
| イギリス版CDシングル 1. "After the Love Has Gone" – 4:35 2. "After the Love Has Gone" (W.I.P. Mix) – 5:37 3. "My Best Friend's Girl" – 3:40 ヨーロッパ版マキシCDシングル 1. "After the Love Has Gone" (radio mix) – 4:35 2. "After the Love Has Gone" (video mix) – 4:35 3. "After the Love Has Gone" (W.I.P. Mix) – 5:37 4. "My Best Friend's Girl" – 3:40 | イギリス版カセットシングル・ヨーロッパ版CDシングル 1. "After the Love Has Gone" – 4:35 2. "My Best Friend's Girl" – 3:40 オーストラリア版CDシングル 1. "After the Love Has Gone" (radio mix) – 4:35 2. "After the Love Has Gone" (W.I.P. Mix) – 5:37 3. "My Best Friend's Girl" – 3:40 4. "One for Sorrow" (Tony Moran's 7-inch remix) – 3:30 |

## クレジットと人員
クレジットはSteptacularのライナーノートから適応されていまる。
| 録音 - PWLスタジオ（ロンドンと[マンチェスター]、イギリス）で録音 - ワークハウス・スタジオとSarm East（イギリス、ロンドン）で追加録音 - PWLスタジオ（ロンドンとマンチェスター、イギリス）で混合 - Transfermationでマスター（ロンドン、イギリス） 人事 - 作曲 –マーク・トファム、カール・トゥイッグ、ランス・エリントン - 制作 – マーク・トファム、カール・トゥイッグ、ピート・ウォーターマン - ミックス – ティム「スパグ」スペイト - エンジニアリング – クリス・マクドネル - ドラム –クリス・マクドネル - キーボード –カール・トゥイッグ - ギター –マーク・トファム、アーウィン・ケイレス - ベース – マーク・トファム - マンドリン –アーウィン・ケイレス | 録音 - PWLスタジオ（ロンドンと[マンチェスター]、イギリス）で録音 - ワークハウス・スタジオとSarm East（イギリス、ロンドン）で追加録音 - PWLスタジオ（ロンドンとマンチェスター、イギリス）で混合 - Transfermationでマスター（ロンドン、イギリス） 人事 - ソングライティング –マーク・トファム、カール・トゥイッグ、ランス・エリントン - 制作 – マーク・トファム、カール・トゥイッグ、ピート・ウォーターマン - ミキシング – クリス・マクドネル - エンジニアリング – クリス・マクドネル、ティム「スパグ」スペイト - ドラム –クリス・マクドネル - キーボード –カール・トゥイッグ - ギター – マーク・トファム - ベース – マーク・トファム |

## チャート
| チャート (1999年)                 | 最高順位 |
| --------------------------------- | -------- |
| オーストラリア (ARIA)             | 47       |
| ベルギー (Ultratop 50 Flanders)   | 13       |
| ヨーロッパ (Eurochart Hot 100)    | 23       |
| アイルランド (IRMA)               | 18       |
| オランダ (Dutch Top 40 Tipparade) | 17       |
| オランダ (Single Top 100)         | 63       |
| スコットランド (OCC)              | 4        |
| イギリス単体 (OCC)                | 5        |
| イギリスインディーズ (OCC)        | 2        |